# Philonthus pseudovarians
Philonthus pseudovarians är en skalbaggsart som beskrevs av Embrik Strand 1941. Philonthus pseudovarians ingår i släktet Philonthus, och familjen kortvingar. Arten har ej påträffats i Sverige.